# Neu Schwinz
Koordinaten: 53° 37′ N, 12° 7′ O

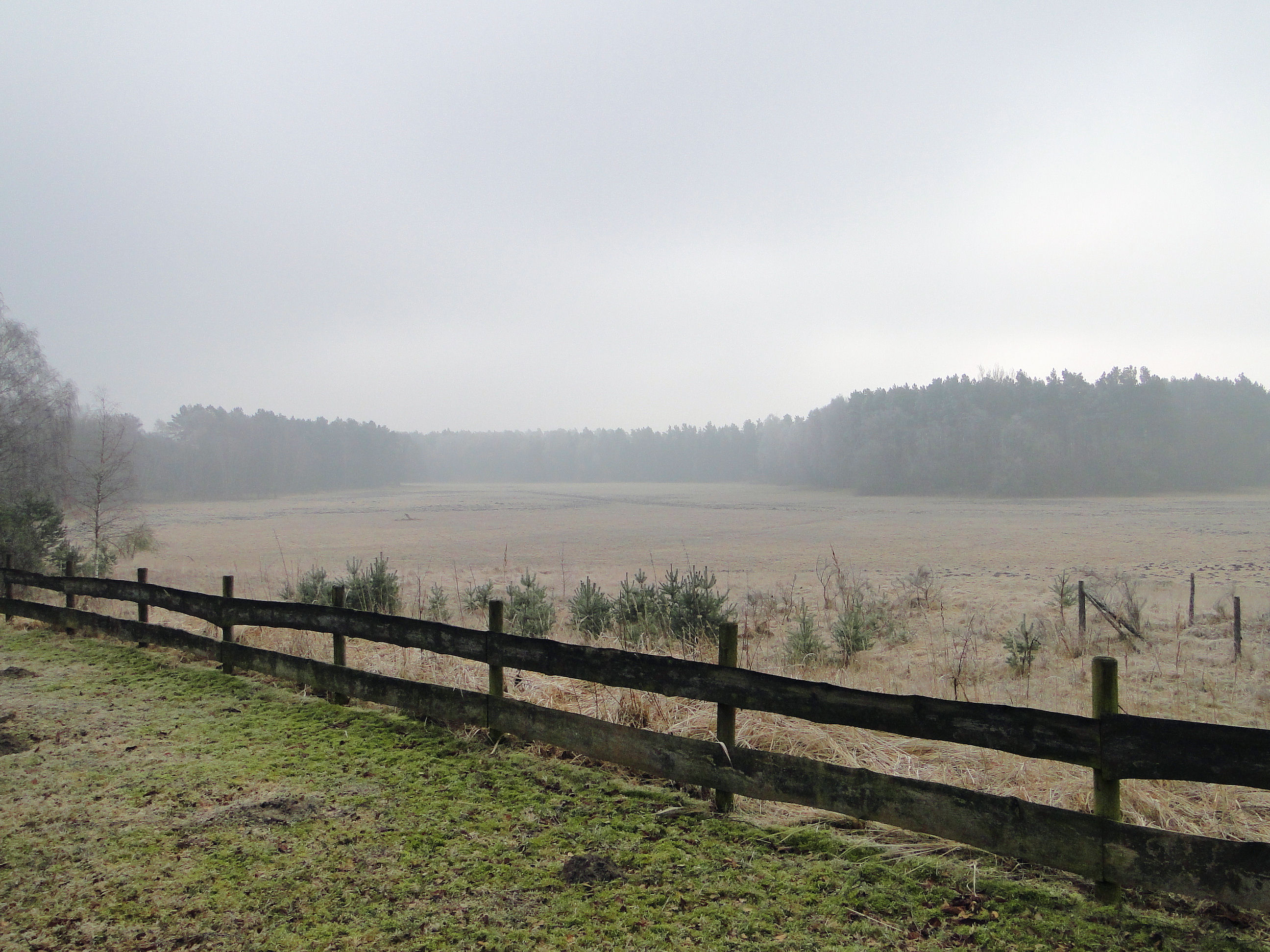
Schwinzer Heide (2011)

Neu Schwinz ist ein Ortsteil der Gemeinde Dobbertin im Landkreis Ludwigslust-Parchim in Mecklenburg-Vorpommern und liegt nördlich des Goldberger Sees, knapp einen Kilometer nordwestlich von Alt Schwinz im Naturpark Nossentiner/Schwinzer Heide. Neu Schwinz zählt mit seinen drei Einwohnern und zwei noch existierenden Katen als kleinster Ortsteil von Dobbertin zu den kleinsten geschlossenen Ansiedlungen Mecklenburgs.

## Geografie
Der Ort Neu Schwinz befindet sich in der Schwinzer Heide zwischen dem Borgsee, der früher der Südteil der Lüschow war, und dem nördlichen Flachwasserbereich des Goldberger Sees (einst Groter See), an der Stelle eines ehemaligen Fischerhauses auf der Kleester Feldmark.
Westlich des Ortes beginnt die Feldmark der Stadt Goldberg. Der Großteil der Umgebung ist bewaldet, lediglich östlich des Ortes befindet sich eine unbewaldete Senke, die von einem in Richtung Goldberger See entwässernden Graben durchzogen wird. Die Ortsbebauung liegt auf einer Geländehöhe von etwa 55 m ü. NHN. Nach Neu Schwinz führt eine an der Kreisstraße 35 beginnende befestigte Straße, die sich am nordöstlichen Ortsende in zwei unbefestigte Waldwege gabelt.

## Geschichte

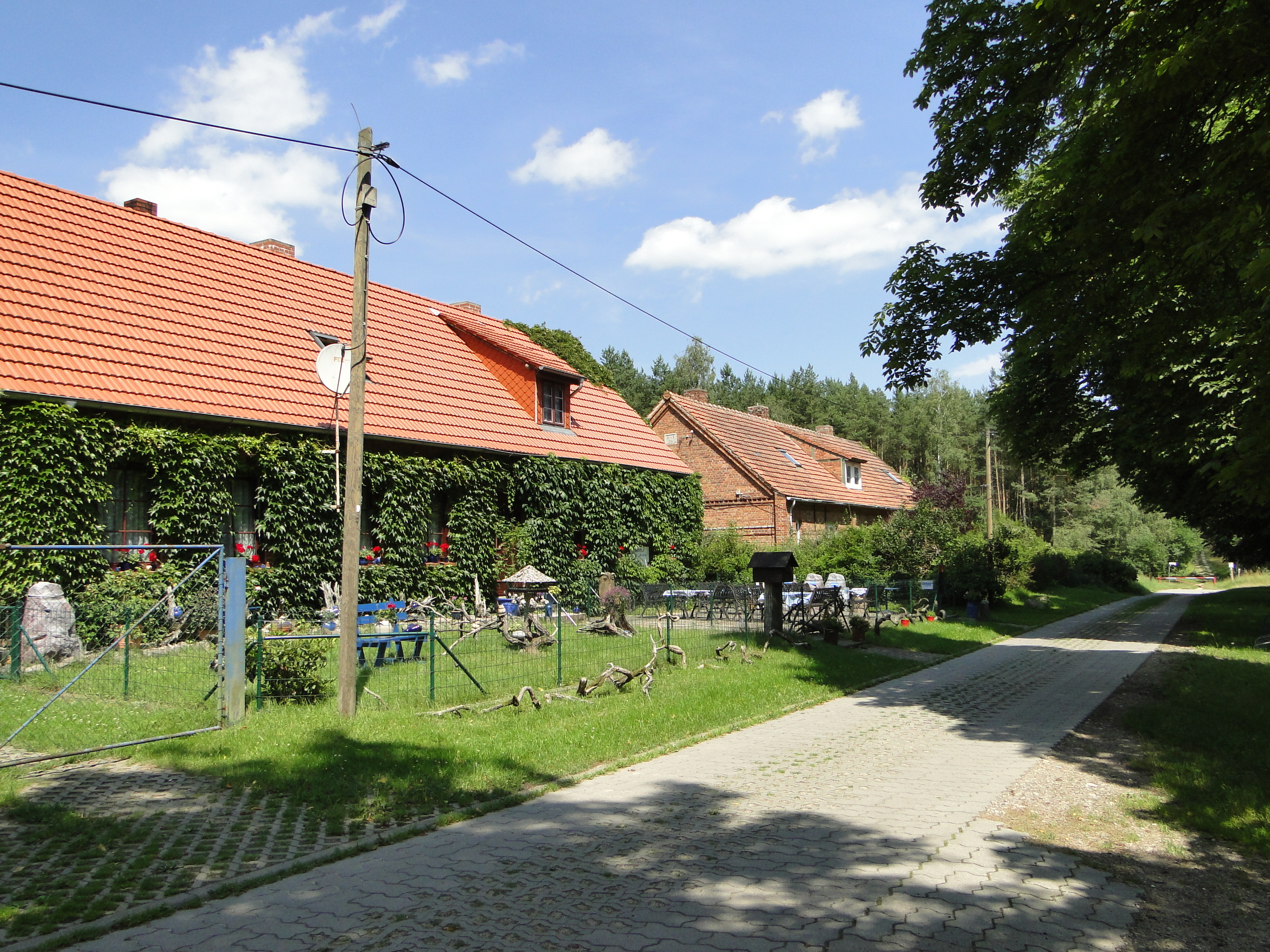
Katen in Neu Schwinz (2011)

Wann genau Neu Schwinz seinen Namen erhielt, ist nicht bekannt. Da der Ort auf der Schmettauschen Karte von 1788 noch nicht verzeichnet war, wurde er offenbar recht spät eingerichtet. Zwischen dem Klosteramt Dobbertin und der Stadt Goldberg kam es 1735 zu ersten Grenzstreitigkeiten am Goldberger Stadtfeld. Die Grenze trennte den Lüschowsee vom Klostergebiet vor (Alt) Schwinz. An dem sich dort kreuzenden Landweg vom Kloster Dobbertin nach Krakow und Güstrow befand sich die erste Fischerhütte. Schon vor 1790 verpachtete das Klosteramt Dobbertin die Lüschow, den Kleestener, Spendiner und Bolzsee mit dem Fischerhaus zur Fischerei und winterlichen Rohrwerbung. Vom Fischerhaus führte ein schnurgerader Weg durch den Lüschower Kavel zum Steg am Werder, der heute den Südteil der Lüschow vom Borgsee trennt.
Als kleine Ansiedlung wurde Neu Schwinz erstmals 1804 nach der Errichtung eines neuen fünfhischigen Katens (fünf Wohnungen in einem Haus) mit der Wohnung für den Fischer und die Forstarbeiter genannt.

### Fischerei

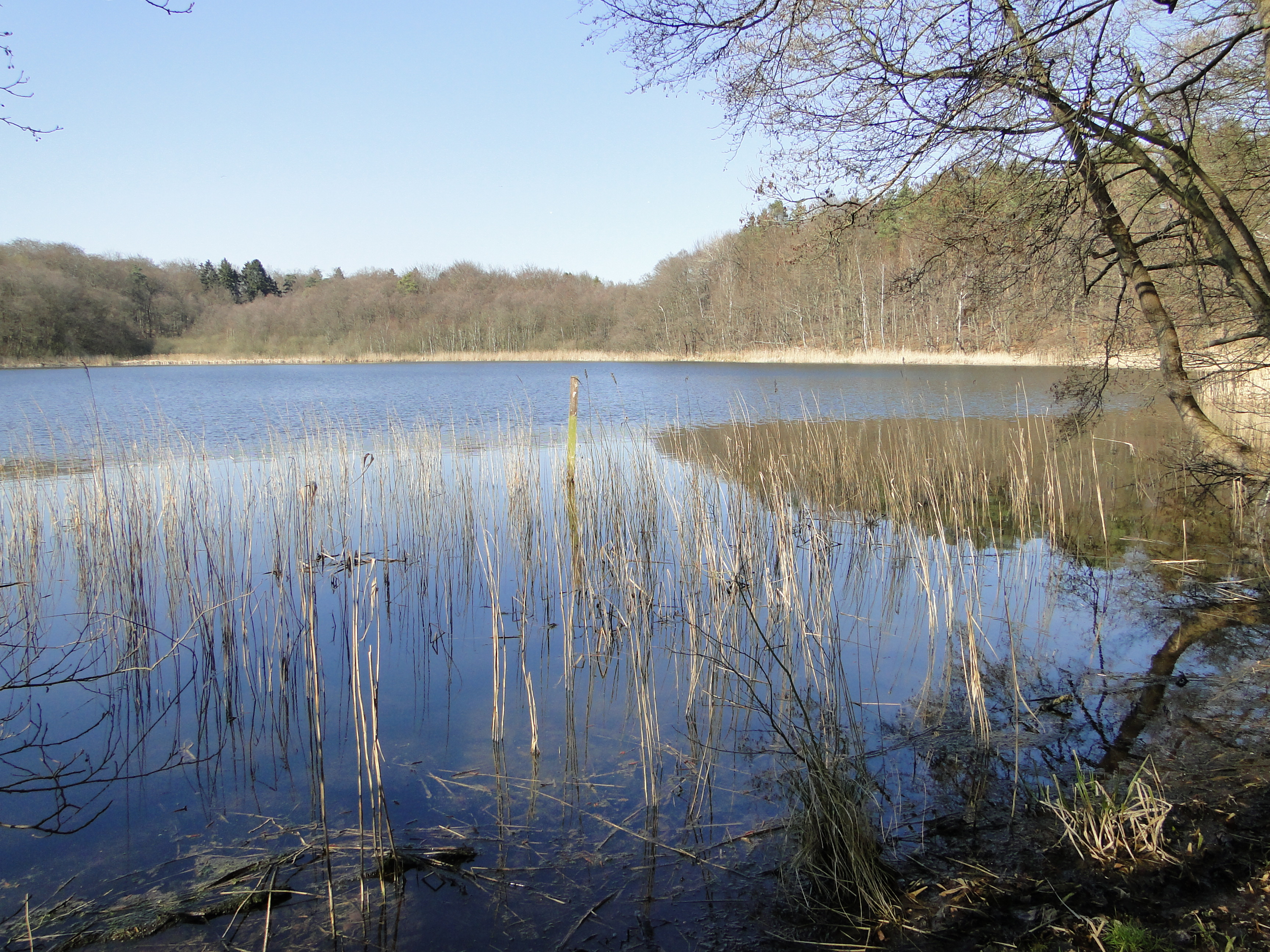
Der Borgsee (2011)

Das Fischereigebiet Schwinz umfasste die klostereigenen Gewässer Lüschow, Spendiner, Kleestener und Bolzsee. In den Seen befanden sich Hechte, Schleie, Brachsen, Plötze, Aale und Barsche. Ertragreich wurde nur auf dem Lüschowsee gefischt. Die Klostervorsteher schlossen Pachtverträge mit den meistbietenden Fischern in der Regel auf sechs Jahre ab.
Am 24. Oktober 1860 unterzeichneten der Klosterhauptmann Otto Julius Freiherr von Maltzan und die Provisoren Johann Heinrich Carl von Behr und Landrat Josias von Plüskow mit dem Fischer Helmuth Bunge einen Pachtvertrag mit 20 Paragraphen. Für den Fischfang und die winterliche Rohrwerbung durfte der Fischer auf jedem der vier Seen einen Kahn halten. Er war auch für die Aufräumung und Säuberung der Pachtgewässer, die schnelle Hilfe bei Rettung und die Einhaltung der Fischereiordnung zuständig. Neben der freien Nutzung des Fischerhauses mit einem Raum für die Netze und Fischereigeräte bekam er vom Klosteramt noch Feuerholz, Gartenland und Teile der Jellener Wiesen. 1880 und 1884 kamen als Pachtland noch die Wiesen von Jellen bis Alt Schwinz hinzu. Seine zwei Kühe konnte er in der Herde der Forstarbeiter halten.
1901 hatte das Dobbertiner Klosteramt von einer Neuverpachtung der Fischerei an den Pächter Georg Bunge Abstand genommen, da Bunge wegen Geisteskrankheit in der Irrenanstalt Sachsenberg bei Schwerin war.
Nach einer öffentlichen Ausschreibung hatte am 3. Juli 1902 der meistbietende Fischer Christian Wilken aus Güstrow für ein jährliches Pachtangebot von 1000 Mark durch das Klosteramt den Zuschlag für die Fischerei auf dem Spendiner, dem Kleester und dem Bolz See sowie der sogenannten Lüschow mit Rohrwerbung bis 1908 erhalten. Über die Art und Weise, wie die gefangenen Fische zu verkaufen waren, wurden dem Christian Wilken durch den Küchenmeister Gustav Schulze mitgeteilt, auch das er keinen Anspruch auf Wildschadensersatz habe.
Die Wohnung in dem fünfhischigen Katen aus Tannenfachwerk bestand aus einer Küche mit Speisekammer, drei Stuben und einer Schlafkammer. Dazu gehörten ein alter und ein neuer Stall mit einer Kuh, Garten und etwas Ackerland zur eigenen Bestellung. Das neue Stallgebäude hatte eine Tenne mit zwei großen Toren und war aus Steinfachwerk mit Ziegeldach erbaut. Der alte Stall hatte noch ein Rohrdach und dort waren die Kühe und Hühner untergebracht.
Im März 1908 kam es im Spendiner See zu einer großen Hechtseuche, die in kurzer Zeit auch auf die Lüschow übergriff und den gesamten Hechtbestand vernichtete.
Der jeweilige Fischereipächter war während der Existenz des adligen Damenstifts verpflichtet, zu jeder Zeit des Jahres den Dobbertiner Klosterdamen, seinem Klosterhauptmann, dem Küchenmeister als Finanzbeamten, dem Forstinspektor und sogar dem Gerichtsdiener des Klosteramtes je ein Pfund große Fische zu überlassen. Ferner wurde ihm zur Pflicht gemacht, während der Pachtdauer alle 14 Tage freitags von acht bis neun Uhr bei der Fischbank im Kreuzgang des Dobbertiner Klosters Fische feil zu halten.
Bis 1920 gehörten der Lüschow, Spendiner, Kleestener und Bolzsee zur klostereigenen Fischerei.
Fischereipächter waren:
- 1860 Fischer Helmuth Bunge aus Schwinz
- 1886 Fischer Georg Bunge, der Sohn war erst 27 Jahre alt
- 1902 Fischer Christian Wilken aus Güstrow, als ordentlicher und guter Mann wurde sein Pachtvertrag viermal auf sechs Jahre verlängert.
- 1932 Fischereigehilfe Friedrich Schade, bis 1954
- 1954 Produktionsgenossenschaft werktätiger Fischer Dobertin
- 1990 Fischerei Müritz-Plau GmbH, Fischerei Dobbertin

### Forstarbeitersiedlung
Um 1804 muss schon ein Katen für Forstarbeiter in Neu Schwinz gestanden haben. 1837 wurde Johann Röpke als Sohn eines Forstarbeiters in Neu Schwinz geboren. Im Plan der Ritterschaftlichen Brandversicherung von 1840 sind ein Katen mit vier Wohnungen und einem Stall eingezeichnet, im Plan von 1869 wird diese Stelle Neu Schwinz genannt. Durch den Sandboden musste schon 1849 der Brunnen vertieft werden.
In dem vom Dobbertiner Zimmerermeister Dreyer am 20. August 1858 erstellten Zimmerbesichtigungs-Protokoll war zu lesen, dass beim Fischer Bunge das Dach verstrichen und die ganze Hinterfront des Hauses verschalt und bei den Tagelöhnern Schuldt, Rohde und Klevenow die Haustüren, Stubentüren und Fenster gestrichen werden sollten.  Da 1876 der Altenteiler Klevenow die Kuhherde nicht mehr hüten wollte, bestimmte Förster Kaphengst die Magd Almuth Karsten zur Aufsicht.
Das Klosteramt Dobbertin ließ Anfang 1910 eine kleine Siedlung für Forst- und Waldarbeiter in Neu Schwinz am Landweg nach Kleesten errichten. Bisher stand dort nur ein Haus für den Fischer mit vier weiteren Wohnungen für Forstarbeiter. Von der Fischerei führte ein Weg zur Anlegestelle am Lüschowsee, Reste davon sind noch erkennbar.

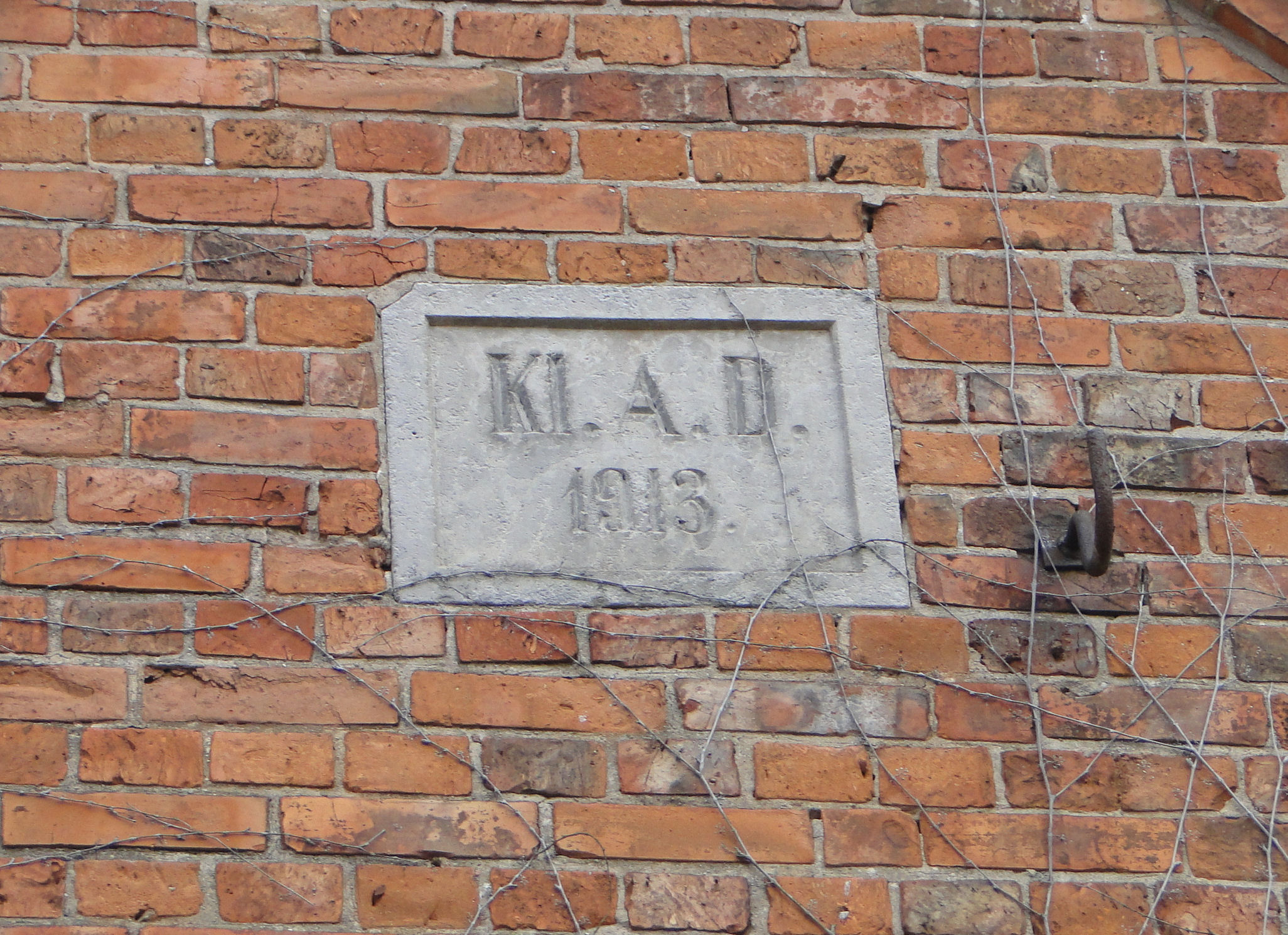
Inschrift des Klosteramtes Dobbertin im Giebel des 1913 errichteten Katens (2011)

Am Morgen des 16. Januar 1911 brannte infolge eines schadhaften Schornsteins die Wohnung des Fischers Wilken mit den weiteren vier Forstarbeiterwohnungen im großen Katen nieder. Noch im Sommer ließ das Klosteramt an gleicher Stelle einen neuen Katen mit einer Wohnung für den Fischer und eine Forstarbeiterfamilie für 7.294,96 Mark erbauen. Die Genehmigung dazu holten sich die Provisoren Cuno Graf von Bassewitz und Ernst von Gundlach sowie der Klosterhauptmann Carl Friedrich Ludwig von Lützow erst nachträglich auf dem Landtag am 14. November 1911 in Sternberg ein.
Als Ersatz für die weiteren drei abgebrannten Forstarbeiterwohnungen genehmigte der Landtag am 12. November 1912 in Malchin den Bau eines dreihischigen Katens, der 1913 für 6.977,80 Mark errichtet wurde.
Forstarbeiter Schuldt zog 1940 zu seinem Sohn nach Jellen.
Nach 1945 wohnten in den beiden Katen Flüchtlinge. Ab 1963 war der Fischer Rolf Straßburg bis zu seinem Tod 2020 in Neu Schwinz ansässig. Sein Haus ist weiterhin in Familienbesitz und wird seit 2024 von seinem ältesten Enkel und dessen Familie bewohnt.

## Karten
- Dierektorial-Vermessungskarte Von den Hochadlichen Dobbertinschen Klosteramts, 1759
- Wiebekingsche Karte von Mecklenburg 1786
- Topographisch oekonomisch und militaerische Charte des Herzogthums Mecklenburg-Schwerin und des Fürstenthums Ratzeburg. 1788 Klosteramt Dobbertin mit Sandpropsteien vom Grafen Schmettau
- Charte von den Besitzungen des Klosters Dobbertin, Abteilung I. 1822, enthält Neu Schwinz, angefertigt nach den vorhandenen Gutskarten Anno 1822 durch S. H. Zebuhr.
- Wirtschaftskarte Forstamt Dobbertin 1927/1928
- Offizielle Rad- und Wanderkarte Nossentiner/Schwinzer Heide 2010